# Eupolymnia congruens
Eupolymnia congruens är en ringmaskart som först beskrevs av Marenzeller 1884.  Eupolymnia congruens ingår i släktet Eupolymnia och familjen Terebellidae. Inga underarter finns listade i Catalogue of Life.